# Těmice (Pelhřimovi járás)
Těmice település Csehországban, a Pelhřimovi járásban. Těmice Lidmaň, Kamenice nad Lipou, Nová Cerekev, Včelnička, Bohdalín, Střítež és Černovice településekkel határos. Lakosainak száma 415 fő (2024. január 1.).

## Népesség
A település lakosságának változását az alábbi diagram mutatja:
| Lakosok száma | 1269 | 1388 | 1299 | 816  | 561  | 401  | 413  | 404  | 385  | 415  |
|               | 1869 | 1890 | 1921 | 1950 | 1980 | 2001 | 2017 | 2019 | 2022 | 2024 |